# Sistema de ayuda a la explotación
Un sistema de ayuda a la explotación, o sistema avanzado de ayuda a la explotación, también conocido por sus siglas SAE es un conjunto de soluciones que aúnan distintas tecnologías para mejorar el servicio y gestión de medios de transporte.
Entre estas tecnologías figuran un localizador GPS, un procesador embarcado o en la nube, y un sistema de comunicaciones con el que transmitir en tiempo real (o con una frecuencia configurable) la posición del vehículo a un centro de control. Esta información se procesa en el centro de control donde a través de una consola de operador, se pueden tomar decisiones sobre las acciones del vehículo.
Las aplicaciones de un sistema SAE son diversas; sin embargo, destacan la gestión de flotas de vehículos, por ejemplo flotas de autobuses, coches de alquiler, sistemas de reparto, etc. Mediante un sistema SAE, es posible entre otras acciones:
- Confirmar la regularidad de paso por parada de autobuses en el caso de líneas regulares.
- Informar a los pasajeros del tiempo estimado de llegada del siguiente autobús.
- Informar a los pasajeros de la ocupación de los autobuses con la finalidad de laminar la demanda.
- Consultar informes de ocupación de los autobuses en cada expedición y parada.
- Informar al conductor del retraso y grado de ocupación de su vehículo y el siguiente.
- Verificar que un coche alquilado no sale de la zona acordada en el contrato.
- Optimizar las rutas de recogida en una empresa de paquetería.
- Optimizar la ubicación de las grúas de una aseguradora.

Existe cierto debate en el sector sobre la idoneidad de embarcar o no una unidad central de proceso en los autobuses. Tradicionalmente, dicha instalación ha facilitado la conexión con otros periféricos. No obstante, cada día son más los sistemas SAE que apuestan por una centralización de la información en la nube (SAE cloud), evitando así embarcar la unidad centra de proceso. La mejora de las coberturas y latencias de la conectividad GSM, facilita el trabajo con esquemas centralizados en la nube. Esto tiene ciertas ventajas: minimizar costes de instalación, reducir el mantenimiento y facilitar las modularización del sistema.
- Datos: Q1608217